# Transform
Transform – czwarty album amerykańskiego zespołu industrial metalowego Powerman 5000, wydany 20 maja 2003 roku. Album sprzedał się w 148 561 egzemplarzach w samych Stanach Zjednoczonych w 2003 roku i jest ostatnim albumem spod szyldu wytwórni DreamWorks Records. 

## Styl
Styl muzyczny zespołu na albumie Transform uległ zmianie, kierując się w stronę punk rocka i metalu alternatywnego. W stosunku do poprzednich dokonań ograniczono wpływy industrial metalu i nu metalu, zdecydowano się na kompozycje bardziej proste i bezpośrednie. 
Wizualnie, co widać na przykładzie teledysku do utworu "Free", zespół odszedł od motywu science fiction i zamiast typowo "kosmicznych" strojów postanowił skierować się ku luźniejszemu stylowi ubiorów, a czerwone pomieszczenie zamalowane graffiti, w którym występowali tworzyło typowo punkową atmosferę. 
Kierunek obrany przez nich był kontynuowany na albumie Destroy What You Enjoy, który zawierał tylko punkrockowe brzmienie, kompletnie porzucając industrial metalowe korzenie, do czasu wydania Somewhere on the Other Side of Nowhere, gdzie powrócono do wcześniej znanego stylu.

## Promocja albumu
Grupa ogłosiła trasę koncertową z zespołami Stone Sour i Ra, która miała promować album. Pojawili się również jako goście w talk show Jimmy Kimmel Live!, gdzie wykonali utwór "Action" oraz The Late Late Show, w którym zagrali piosenkę "Free".
Później zespół we wrześniu rozpoczął także główną trasę koncertową wraz z zespołami Mudvayne i V Shape Mind oraz wystąpił między innymi na festiwalu X-Fest.
W międzyczasie trwania trasy koncertowej DreamWorks Records zostało wykupione przez Interscope Records, co przyczyniło się do zaprzestania promocji albumu, zmuszając tym samym zespół do wycofania się z trasy. W grudniu 2003 roku frontman grupy Spider One potwierdził przejęcie wytwórni DreamWorks Records.

## Lista utworów
1. "Assess the Mess" – 0:32
2. "Theme to a Fake Revolution" – 3:25
3. "Free" – 3:50
4. "Action" – 3:38
5. "That's Entertainment" – 3:17
6. "A Is for Apathy" – 4:16
7. "Transform" – 4:04
8. "Top of the World" – 3:34
9. "Song About Nuthin" – 3:56
10. "Stereotype" – 3:48
11. "I Knew It" – 3:35
12. "Hey, That's Right!" – 3:58
13. "The Shape of Things to Come" – 3:37

## Twórcy
Wykonawcy
- Spider One – wokal
- Mike "M.33" Tempesta – gitara
- Adam "12" Williams – gitara, dodatkowa produkcja
- Siggy "00" Sjursen – gitara basowa
- Adrian "Ad7" Ost – perkusja

Dodatkowi muzycy
- Trixie Starr – dodatkowy wokal w utworze "That's Entertainment"

Produkcja
- Joe Barresi – produkcja, nagrywanie
- Dan Druff – technik gitarowy
- Bruce Jacoby – technik perkusyjny
- Dan Leffler – asystent inżyniera dźwięku
- Chris Lord-Alge – miksowanie
- Chris Ohno – asystent inżyniera dźwięku
- Ron Handler – A&R
- Scott Oyster – asystent inżyniera dźwięku
- Mauro Rubb – technik perkusyjny

## Pozycje
Album
| Lista (2003)     | Najwyższa lokata |
| ---------------- | ---------------- |
| US Billboard 200 | 27               |

Single
| Rok  | Singel   | Lista                  | Pozycja |
| ---- | -------- | ---------------------- | ------- |
| 2003 | "Free"   | Mainstream Rock Tracks | 10      |
| 2003 | "Free"   | Modern Rock Tracks     | 38      |
| 2003 | "Action" | Mainstream Rock Tracks | 27      |